# گوردخمه (فیلم ۲۰۰۷)
«گوردخمه» (انگلیسی: Catacombs (2007 film)) فیلمی در ژانر ترسناک است که در سال ۲۰۰۷ منتشر شد. از بازیگران آن می‌توان به شانین سوسامون و پینک اشاره کرد.